# Proxiuber
Proxiuber là một chi ốc biển, là động vật thân mềm chân bụng sống ở biển trong họ Naticidae.

## Các loài
Các loài thuộc chi Proxiuber bao gồm:
- Proxiuber australe (Hutton, 1878)
- Proxiuber hulmei Powell, 1954